# Claire Horrent
Claire M. Horrent est une nageuse française née le 21 août 1909 à Tourcoing et morte dans cette même ville le 16 août 1998.
Elle est membre de l'équipe de France aux Jeux olympiques d'été de 1928, prenant part aux séries du 100 mètres nage libre et à la finale du 4x100 mètres nage libre, terminant à la cinquième place.
Elle est championne de France  du 100 mètres dos en 1927 et du 100 mètres nage libre en 1928.
En club, elle a été licenciée aux Enfants de Neptune de Tourcoing.